# Захарук, Юрий Николаевич
Ю́рий Никола́евич Захару́к (укр. Юрій Миколайович Захарук; 12 апреля 1914, Виннипег — 12 апреля 1997, Москва) — советский и российский археолог, специалист по истории первобытного общества, теории и методологии археологии. Доктор исторических наук (с 1981 года).

## Биография
Родился в Канаде в семье гуцулов, которые в 1920-е гг. переехали в СССР. В 1938 году окончил исторический факультет Одесского университета. В 1939—1940 гг. работал в Житомирском краеведческом музее, в 1940—1941 и 1946—1948 гг. обучался в аспирантуре Института археологии АН УССР. Участник Великой Отечественной войны.
В 1949—1960 гг. работал в Институте общественных наук во Львове, в 1960—1971 гг. — в Институте археологии АН УССР.
В 1953 г. защитил кандидатскую диссертацию по позднетрипольским памятникам Восточной Волыни и Среднего Надднепровья.
Руководил рядом археологических экспедиций, в частности: «Великий Киев», Волыно-Подольской, Волынской, Днестровской. С 1960-х гг. сосредоточился на разработке проблем теории и методологии археологии.
В 1971 году переехал в Москву, где в Институте археологии АН СССР занимал должность заместителя директора по научной работе, а с 1986 г. — ведущий научный сотрудник. В 1974—1978 гг. был заместителем главного редактора журнала «Советская археология».
В 1980-е гг., наряду с В. Ф. Генингом, выступил активным противником предложения Л. С. Клейна и М. В. Аниковича о смене парадигмы в археологии, которую предлагалось рассматривать прежде всего как источниковедение. В 1990-е гг. точка зрения Клейна-Аниковича возобладала в постсоветской археологии.

## Награды
- Государственная премия УССР в области науки и техники (1977; за коллективную монографию «Археологія Української РСР» в 3 томах, опубликованную в 1971—1975 гг.)[3].

## Избранные сочинения
- Софіївський тілопальний могильник. «Археологічні пам’ятки УРСР», 1952, т. 4;
- Дослідження пам’яток пізньої бронзи та раннього заліза на Волині. «Археологічні пам’ятки УРСР», 1956, т. 6;
- Методологические проблемы археологической науки. М., 1981;
- Археология: наука историческая или источниковедческая? // «Советская археология», 1989, № 3;
- Археология: критерий научности // Первобытная археология. К., 1989.
- Соавтор работы «Археологія Української РСР».